# Pholcus pojeonensis
Pholcus pojeonensis is een spinnensoort uit de familie trilspinnen (Pholcidae). De soort komt voor in Korea.